# Scotopteryx kiminaiana
Scotopteryx kiminaiana är en fjärilsart som beskrevs av Matsumura 1925. Scotopteryx kiminaiana ingår i släktet backmätare, och familjen mätare. Inga underarter finns listade.